# Szilasi László
Szilasi László (Békéscsaba, 1964. január 1. –) József Attila-díjas magyar irodalomtörténész, író, egyetemi docens.

## Életpályája
Szülei: Szilasi Pál és Hídvégi Éva. Általános és középiskolai tanulmányait is Békéscsabán végezte. Egyetemi tanulmányait a József Attila Tudományegyetem Bölcsészettudományi Karának régi magyar irodalom-összehasonlító irodalomtudomány szakon végezte el 1984–1989 között. 1989-től a Szegedi Tudományegyetem Bölcsészettudományi Karának régi magyar irodalomtörténeti tanszékén tanársegéd. 1989–1998 között a Pompeji című lap szerkesztője volt.
Kutatási területe a régi magyar irodalom, Jókai Mór életműve, valamint a legújabb magyar próza.

## Magánélete
1990-ben házasságot kötött Egyed Erikával. Két lányuk született; Erika Fanni (1994) és Hanna Borbála (2001).
2016-ban házasságot kötött Kiss Veronikával, fiuk, Márk Vince 2016-ban született.

## Művei
- Miért engedjük át az ácsnak az építkezés örömét. Ancient rhètorique; JAK–Pesti Szalon, Bp., 1994 (JAK)
- Hárs Endre–Szilasi Lászlóː Lassú olvasás. Történetek és trópusok; Ictus–JATE, Szeged, 1996 (deKON-KÖNYVek)
- A Kopereczky-effektus; Jelenkor, Pécs 2000
- Kész regény. Gabriely György és Poletti Lénárd levelezését közreadja Németh Gábor és Szilasi László; Filum, Bp., 2000
- A selyemgubó és a "bonczoló kés" (2000)
- A sas és az apró madarak Balassi Bálint költői nyelvének utóélete a XVII. század első harmadában; Balassi, Bp., 2008 (Humanizmus és reformáció)
- Szentek hárfája (2010) Magvető Könyvkiadó
- Kiknek bor lelkök. A magyar borminősítés elfeledett kezdetei; ill. Ágoston Lóránt; GeolArt, Szeged, 2011
- A harmadik híd. Magánérdekű feljegyzések Foghorn Péter halálának ügyében; Magvető, Bp., 2014
- Amíg másokkal voltunk; Magvető, Bp., 2016
- Luther kutyái (Oligodendroglioma WHO Grade II: regény); Magvető, Bp., 2018
- Kései házasság; Magvető, Bp., 2020
- Tavaszi hadjárat. Szerelmes magyarok a XIX. századból; Magvető, Bp., 2021

## Díjai
- Móricz Zsigmond-ösztöndíj (1994)
- Bródy Sándor-díj (1995)
- Széchenyi professzor ösztöndíj (1999-2002)
- Rotary irodalmi díj (2010)
- József Attila-díj (2012)
- Déry Tibor-díj (2013)
- Mészöly Miklós-díj (2015)
- Szépíró-díj (2018)